# Telkom 3
Telkom 3 war ein für kommerzielle Nutzung bestimmter Kommunikationssatellit der Telkom Indonesia. Er wurde in eine zu niedrige Umlaufbahn gestartet, weshalb er nicht in Betrieb genommen werden konnte.

## Technische Daten
Der russische Satellitenhersteller ISS Reschetnjow baute Telkom 3 auf seinem Express-1000-Satellitenbus. Alcatel Alenia lieferte die Nutzlast, welche aus 32 C-Band- und 10 Ku-Band-Transpondern bestand. Telkom 3 war dreiachsenstabilisiert und wog etwa 1,9 Tonnen. Er wurde durch zwei große Solarpanele und Batterien mit Strom versorgt, seine geplante Lebensdauer lag bei 15 Jahren. Der Preis wurde auf ca. 200 Mio. USD geschätzt.

## Missionsverlauf
Telkom 3 wurde am 6. August 2012 auf einer Proton-M-Trägerrakete vom Kosmodrom Baikonur zusammen mit Express MD2 gestartet. Jedoch zündete die Bris-M-Oberstufe für die dritte Brennphase nicht, worauf die Nutzlasten in einem nutzlosen Transferorbit strandeten. Der Satellit trat schließlich am 5. Februar 2021 wieder in die Erdatmosphäre ein und verglühte.
Nach dem Fehlstart bestellte Telkom Indonesia einen Ersatzsatelliten, Telkom 3S, welcher am 14. Februar 2017 gestartet wurde.